# 4531 Асаро
4531 Асаро (4531 Asaro) — астероїд головного поясу, відкритий 20 березня 1985 року.
Тіссеранів параметр щодо Юпітера — 3,887.